# Elaphiceps javanensis
Elaphiceps javanensis är en insektsart som beskrevs av William D. Funkhouser 1937. Elaphiceps javanensis ingår i släktet Elaphiceps och familjen hornstritar. Inga underarter finns listade i Catalogue of Life.